# Ceratophyus gopherinus
Ceratophyus gopherinus is een keversoort uit de familie mesttorren (Geotrupidae). De wetenschappelijke naam van de soort werd in 1966 gepubliceerd door Cartwright.